# Origini di Hutu e Tutsi
La questione dell'origine dei popoli Hutu e Tutsi è un problema centrale nello studio della storia del Burundi e del Ruanda e, in generale, della Regione dei Grandi Laghi africani. In questi paesi, gli Hutu rappresentano la maggioranza etnica, ma i Tutsi costituiscono l'élite economica e sociale. 
Tradizionalmente, i Tutsi sono stati identificati come i discendenti di un popolo distinto (anche geneticamente), giunto nella regione in tempi successivi e impostosi sulle popolazioni indigene; il Corno d'Africa viene spesso indicato come possibile area d'origine di questa migrazione.
La rivalità fra questi due gruppi ha avuto la sua espressione più evidente nel genocidio ruandese del 1994, che ebbe in parte le caratteristiche di un'operazione di pulizia etnica perpetrata dagli Hutu ai danni dei Tutsi. Nonostante la diffusione dell'idea di Hutu e Tutsi come etnie distinte con origini diverse, non vi sono prove conclusive a conferma di questa tesi.

## Analisi del problema

### La tesi della migrazione camitica
L'idea di una differenza di tipo razziale fra gli Hutu e i Tutsi è legata al primo colonialismo belga in Africa. I coloni belgi si basarono sulla semplice osservazione dell'aspetto fisico degli appartenenti ai diversi gruppi. Essi osservarono che i Twa (un terzo gruppo etnico dell'area) erano di bassa statura (come i pigmei), gli Hutu erano di media altezza, e i Tutsi erano molto alti e snelli. Inoltre, i Tutsi tendono ad avere il naso, e l'intero volto, più sottile. Studi statistici successivi confermarono queste differenze. All'inizio del XX secolo, un antropologo tedesco quantificò in circa 12 cm la differenza media di altezza fra Hutu e Tutsi; nel 1974, Jean Hiernaux riportò 10 cm di differenza media.
La tesi della differenza di origine di Hutu e Tutsi fu cavalcata dai pensatori razzisti che identificavano nella razza caucasica la forza civilizzatrice del mondo. A corollario di questa tesi, si ipotizzò che un regno strutturato e complesso come quello del Ruanda e del Burundi, al tempo dei primi contatti con gli Europei, potesse essere stato creato solo da un popolo di razza hamitica, ovvero di pelle nera ma originariamente affine ai caucasici, giunto nell'Africa subsahariana da nord, attraverso l'Egitto e il Corno d'Africa (soprattutto l'Etiopia). Si delineò di conseguenza la tesi secondo cui gli hamitici Tutsi avrebbero colonizzato la terra degli indigeni Hutu e Twa in epoche remote, imponendosi sulle popolazioni locali in virtù della loro instrinseca superiorità.

### La tesi dell'influsso ambientale
Le prime critiche a queste posizioni giunsero negli anni settanta. Nel suo saggio del 1972 How Europe Underdeveloped Africa (Come l'Europa ha sottosviluppato l'Africa), Walter Rodney denunciò le motivazioni colonialiste della tesi dell'origine nordafricana dei Tutsi, e sostenne che le differenze fisiche fra Hutu, Twa e Tutsi potevano essere la conseguenza di fattori sociali, ambientali e soprattutto nutrizionali, come la diversa alimentazione. Le tesi di Rodney ebbero una vasta risonanza in Ruanda nell'epoca della guerra civile e del genocidio: furono impugnate con forza dal Fronte Patriottico Ruandese, mentre in Europa furono sposate da molti studiosi. Fra gli altri fattori che potevano giustificare la differenza di altezza come conseguenza della disuguaglianza sociale, oltre all'alimentazione, furono citati il tipo di lavoro (i Tutsi allevatori e gli Hutu coltivatori) e la selezione sessuale. Dominique Franche osservò che la differenza di statura fra Hutu e Tutsi era paragonabile a quella che una statistica del 1815 riportava, nella popolazione francese, fra coscritti e senatori.
Uno degli argomenti più forti in favore delle ipotesi di diversificazione storica all'interno di uno stesso gruppo etnico originario è il fatto che i Tutsi parlano la stessa lingua degli Hutu, il kinyarwanda in Ruanda ed il kirundi in Burundi, e che queste lingue appartengono al gruppo delle lingue bantu, diffuse in Africa meridionale e orientale. Questo implicherebbe il fenomeno insolito di un gruppo dominante che acquisisce la lingua di un gruppo subordinato, sebbene quest'ultimo effettivamente è di gran lunga predominante (85% circa, contro il 10% dei Tutsi). Inoltre, la lingua parlata da Hutu e Tutsi non presenta nessun elemento riconducibile alle lingue del Nordafrica, dell'Egitto o dell'Etiopia. Gli stessi Tutsi non mantengono, nella loro tradizione orale, nessun ricordo di una ipotetica provenienza dal bacino del Nilo.

### Altre ipotesi di migrazione
Oltre al riferimento alla presunta appartenenza ad una razza hamitica e alla provenienza dal Corno d'Africa, non mancano altre ipotesi intorno all'identità etnica dei Tutsi. Jean Hiernaux ha ipotizzato che i Tutsi possano provenire dall'Africa orientale; egli osserva che fossili di esseri umani di alta statura e con caratteristiche somatiche simili a quelle degli odierni Tutsi sono stati trovati per esempio nella Rift Valley e a Olduvai, nella Tanzania settentrionale. Hiernaux in ogni caso attacca con decisione l'ipotesi di una migrazione rapida e della "conquista" del Ruanda da parte dei Tutsi, indicando come più probabile l'idea che popolazioni dell'Africa orientale siano penetrate nella regione del Ruanda in modo graduale.
A questo tema è legata la presunta correlazione fra l'arrivo dei Tutsi e la formazione di una entità statale (il regno del Ruanda). L'idea che questi due eventi coincidano è un fatto centrale di molte teorie hamitiche, soprattutto di epoca coloniale. In effetti, non vi sono prove che la formazione dello Stato del Ruanda sia coinciso con l'avvento della pastorizia, e anzi le date stimabili non sembrano coincidere.

### Studi genetici
Negli ultimi decenni del XX secolo, nuovi elementi nel dibattito sulle origini di Hutu e Tutsi sono stati portati dall'analisi della diffusione nei due gruppi di tratti riconducibili a fattori genetici, come l'anemia drepanocitica e l'intolleranza al lattosio. Un articolo pubblicato nello Yearbook of Physical Anthropology, nel 1987, sosteneva che le ricerche di questo tipo conducevano alla conclusione che i Tutsi effettivamente non avessero le stesse origini bantu degli Hutu e di altri popoli della regione. L'anemia drepanocitica, associata all'esposizione prolungata alla malaria, è diffusa nella popolazione Hutu ma non in quella Tutsi. Analogamente, la tolleranza al lattosio (tratto tipico delle popolazioni che hanno allevato bovini per millenni) è molto più diffusa fra i Tutsi che fra gli Hutu.
Queste differenze, tuttavia, non sono considerate da tutti gli studiosi come una prova conclusiva di una migrazione dei Tutsi da altre regioni dell'Africa. Esse possono essere lette come la conseguenza di un fenomeno di microevoluzione relativo a mutati stili di vita e regimi alimentari su periodi di tempo prolungati. A sua volta, non si può escludere che questa diversificazione sia stata causata dall'esposizione di parte della popolazione a influssi culturali provenienti dall'esterno, anziché da veri e propri fenomeni migratori.

## Hutu e Tutsi oggi
Qualunque sia l'origine delle differenze fenotipiche e genetiche fra Hutu e Tutsi, i matrimoni misti sono sempre stati una pratica diffusa; di conseguenza, è praticamente impossibile sostenere l'appartenenza esclusiva di un qualunque individuo all'uno o all'altro gruppo. Il continuo interscambio è anche legato al fatto che sebbene i Tutsi possano essere identificati come il gruppo economicamente e socialmente dominante, esistono anche casi di Hutu ricchi e potenti e di Tutsi poveri. Il genocidio dei Tutsi degli anni novanta ha contribuito a evidenziare la necessità di integrazione fra i due gruppi, che oggi è considerata una priorità culturale da parte di molti ruandesi.